# Claudius Franz Le Bauld de Nans
Claudius Franz Le Bauld de Nans, eigentlich Claude François Josef Le Bauld de Nans et Lagny, auch Lebeau de Nans et de Lagny oder von Lebauld,  (* 12. Februar 1767 in Mannheim; † 12. Februar 1844 in Breslau) war ein General im preußischen Ingenieurkorps.

## Familie
Claudius Franz wurde am 12. Februar 1767 als Sohn des damaligen kurpfälzischen Hofkomödianten Claude Étienne Le Bauld de Nans und dessen Ehefrau Susanne de la Haye in Mannheim geboren. 1775 verzog die Familie nach Berlin. Er erhielt seine erste Anstellung als Ingenieuroffizier im schlesischen Schweidnitz und heiratete am 30. Oktober 1792 in dem nahegelegenen Roth Kirschdorf Ernestine Beate von Sommerfeld und Falckenhayn (* 31. Dezember 1764). Sie erbte im Juli 1804 einen Anteil des Rittergutes Roth Kirschdorf, erwarb die anderen später von ihren beiden Schwestern und starb am 9. Januar 1816 auf Schloss Roth Kirschdorf. Aus der Ehe gingen zwei Söhne hervor: Der in Strasburg (Westpreußen) am 29. Juni 1798 geborene Claudius Reinhold Theodor verstarb bereits am 17. Mai 1799 in Roth Kirschdorf. Heinrich Ludwig Claudius wurde am 29. November 1793 in Roth Kirschdorf geboren, übernahm das Rittergut von seinem Vater und war Rittmeister im 7. Schlesischen Landwehr-Regiment. Er verkaufte 1841 seinen Gutsbesitz und verstarb unverehelicht in Schweidnitz am 13. Dezember 1843. Die Mutter und ihre beiden Söhne wurden auf dem Friedhof in Würben beigesetzt.  Claudius Franz Le Bauld de Nans war zuletzt in Breslau stationiert, wohnte dort in der Gartenstraße 2, wo er am 12. Februar 1844 verstarb und auf dem Militärfriedhof nahe dem Ohlauer Stadtgraben beerdigt wurde.

## Militärlaufbahn
Le Bauld erhielt seine Ausbildung in der 1788 gegründeten Potsdamer Ingenieurakademie (Ecole de Génie et d'Architecture) und wurde Mitte 1790 in die Festung Schweidnitz versetzt, wo er bis Anfang 1806 stationiert blieb. In diese Zeit nahm er an verschiedenen Ingenieurkommandos teil. Im September 1791 reiste er mit einem Geheimauftrag ins damaligen Herzogtum Kurland, um die Verteidigungsmöglichkeiten gegenüber einem polnischen Angriff zu überprüfen. Zwischen 1796 und 1799 war er an der Landesaufnahme der nach der Dritten Teilung Polens an Preußen gefallenen Gebiete beteiligt. Ende 1793 wurden auch Teile des preußischen Ingenieurkorps aufgrund der Polen entstandenen Aufstände mobil gemacht. Le Bauld kämpfte an Seite des altpreußischen Infanterieregiments Nr. 11 und erhielt für seine Unterstützung bei der Gefangennahme eines polnischen Korps am 1. November 1794 in der Nähe von Pianki (7 km westlich von Nowogród, (Position)) zum 8. November 1794 den Orden Pour le Mérite. Etwa im Februar 1806 erfolgte seine Versetzung von Schweidnitz als zweiter Ingenieuroffizier ins oberschlesische Cosel, um den Ausbau des Forts Friedrich Wilhelm zu beschleunigen. Zwischen Februar und Juli 1807 nahm er dort im Verlauf des Vierten Koalitionskrieges an der erfolgreichen Verteidigung der Festung gegen französische und bayerische Truppen teil.
1810 wurde Le Bauld ins neupreußische Ingenieurkorps als Platzingenieur der Festung Cosel übernommen und war 1813 an der Neubefestigung von Brieg beteiligt. Im Feldzug 1813/14 gehörte er zum Generalstab des 2. Preußischen Armee-Corps unter General v. Kleist und war dabei im Februar 1814  Platzingenieur der französischen Kleinstadt Vitry-le-François. Für seine Verdienste dort sowie bei der Besetzung der Festung Verdun erhielt er das Eiserne Kreuz 2. Klasse verliehen. Im Frühjahr 1815 leitete er kurzzeitig den Ausbau einiger Geschützbatterien unterhalb der Festung Ehrenbreitstein und war im Verlauf des weiteren Feldzugs von 1815 Kommandeur der Ingenieur- und Pioniertruppen im 4. Preußischen Armee-Corps.
1815 erhielt Le Bauld die Ernennung zum Brigadier des 2. Rheinischen Festungsbezirks der 3. Ingenieur-Brigade mit Sitz in Mainz und war damit zuständig für den Auf- und Ausbau der Festungsanlagen in Koblenz, Luxemburg, Mainz und Saarlouis. Während dieser Zeit war er maßgeblich an den Planungen zur Großfestung Koblenz beteiligt. Er erstellte im Frühjahr 1816 für Generalmajor Aster ein ausführliches Projekt über die links- und rechtsrheinischen Festungsanlagen in Koblenz. Dazu gehörte auch ein Entwurf für das Contregardensystem der Festung Ehrenbreitstein. Nach den von ihm am 2. Juni 1817 angefertigten Fundamentierungsplänen wurden später die Festungen Alexander, Franz und Teile des Oberehrenbreitsteins erbaut. Infolge einer im Sommer 1816 stattgefundenen Verhandlung zwischen Kaiser Franz I. von Österreich, König Friedrich Wilhelm III. von Preußen und Großherzog Ludwig I. von Hessen-Darmstadt über die Angelegenheiten der Bundesfestung Mainz wurde Le Bauld zum Vertreter der preußischen Interessen  bestimmt. Für seine Mitarbeit bei dem später ausgehandelten Abkommen erhielt er 1818 das Kommandeurskreuz des Großherzoglich-Hessischen Haus- und Verdienstordens.
Im November 1817 erhielt Le Bauld seine Versetzung als Brigadier des Preußisch-Sächsischen Festungsbezirks der 2. Ingenieur-Brigade mit Sitz in Torgau und war damit zuständig für die Festungsanlagen in Erfurt, Magdeburg, Torgau und Wittenberg. Nach seinen Plänen wurde vor allem die Festung Torgau wesentlich verstärkt.
Im November 1825 wurde er zum Inspekteur der 2. Ingenieur-Inspektion mit Sitz in Breslau befördert. Ihm unterstanden damit alle Festungsanlagen in der Provinz Sachsen, in Schlesien sowie in Stralsund und Stettin. Am 20. Januar 1828 erhielt Le Bauld den Roten Adlerorden 3. Klasse und wurde schließlich am 26. März 1832 mit dem Charakter eines Generalmajors pensioniert.

### Beförderungen
- 1788 Leutnant
- 1804 Stabskapitän (Unterhauptmann)
- 1808 Kapitän (Hauptmann)
- 1813 Major
- 1815 Oberstleutnant
- 1823 Oberst
- 1832 Generalmajor (Charakter)

### Orden und Ehrenzeichen
- 1794 Pour le Mérite
- 1814 Eisernes Kreuz 2. Klasse
- 1818 Großherzoglich-Hessischer Haus- und Verdienstorden Ritter, 1. Klasse
- 1825 Dienstauszeichnungskreuz für Offiziere
- 1828 Roten Adlerorden 3. Klasse

## Freimaurerei
Neben seiner Tätigkeit als Festungsingenieur engagierte sich Claudius Franz Le Bauld de Nans als Freimaurer. Von seinem Vater wurde er am 3. April 1788 in die Loge Royal York zu Berlin aufgenommen. 1795 war er Mitglied der Freimaurerloge Zur wahren Eintracht in Schweidnitz. Er gründete 1812 die Loge Zur siegenden Wahrheit in Cosel, 1815 die Feldloge Zum eisernen Kreuz in Mainz, 1818 die Loge Zu den drei Kränzen in Torgau, war 1824 bei Gründung der Loge Harpokrates in Magdeburg beteiligt und war 1827 Obermeister der Loge Horus in Breslau sowie Ehrenmitglied der Loge Zum treuen Verein in Wittenberg. Aufgrund von Meinungsverschiedenheiten verließ er 1843 seine Großloge Royal York und trat in die Loge Friedrich zum goldenen Zepter in Breslau ein, die zur Großloge Große National-Mutterloge „Zu den drei Weltkugeln“ gehörte.

## Werke
- Fingerzeige über die Ewigkeit des menschlichen Geistes, gegründet auf Erfahrungssätze der Himmels- und Erdkunde. Breslau 1843 (78 S.).